# Geoffrey Hodson
Geoffrey Hodson (12 mars 1886 à Lincolnshire – 23 janvier 1983 à Auckland, Nouvelle-Zélande) était un occultiste, théosophe, mystique et philosophe qui s'intéressait de près à l'ésotérisme, et officia pendant près de 70 ans avec la société théosophique. Il était originaire d'Angleterre.